# 성태윤
성태윤(成太胤, 1970년 ~, 서울특별시)은 대한민국의 정무직공무원인이다.

## 학력
- 구로고등학교
- 연세대학교 상경대학 경제학 학사
- 하버드대학교 대학원 박사

## 경력
한국개발연구원(KDI) 금융경제팀 연구위원, 한국과학기술원 경영대학 조교수로 재직하다, 2007년부터 연세대학교 상경대학 경제학부 교수로 활동하였다. 기획재정부와 금융위원회 등 경제 관련 부처 자문위원으로 근무하다, 2023년 12월, 윤석열 정부의 2대 대통령비서실 정책실장으로 임명되었다.

### 대통령비서실 정책실장 (2024~2025)
2024년 7월, 안덕근 산업통상자원부 장관과 함께 체코 신규 원전 건설 사업 협의를 위한 특사로 파견되어, 페트르 피알라 체코 총리를 예방하였다. 이 자리에서 그는 "양국은 모두 제조업 기반의 산업구조로 경제협력의 잠재력이 매우 큰 만큼 산업, 에너지, 과학기술 분야 등에서 양국 간 협력을 대폭 확대해 나가자"고 제안하였다.

## 경제관
2018년 12월, 문재인 정부 시절 국민경제자문회의에서 "최저임금 인상에 따라 노동비용의 급격한 상승이 이뤄지면 한계기업의 어려움이 있을 수 있다"고 주장한 바 있다.